# 拉斐尔戈代鲁
拉斐尔戈代鲁是巴西北大河州的一个市镇。总面积100.073平方公里，总人口3132人，人口密度31.3人/平方公里。